# 広瀬ゆり
広瀬 ゆり（ひろせ ゆり）は、日本のAV女優。LIGHT所属。

## 略歴
2023年4月、PREMIUM（プレミアム）の専属女優としてAVデビュー。
2023年11月28日の公式Xで、マドンナ専属となったことを発表。
2025年2月17日週FANZA通販フロアランキングにて出演した『マドンナALL専属バスツアー2025 ハーレムを掴み取った男たちが極上の美女を独占！！酒池肉林のお祭りはまだまだ続く！！夢の大共演＆大乱交FESTIVAL！！後編』が初登場8位となる。

## 人物
AVライターの末吉みちおは「快楽堕ちしていく人妻を演じさせたらピカイチ」と演技力を評価。またすすり泣くような「半泣きアクメ」が彼女の代名詞であると言及した

## 作品
◎はBD版発売作品。

### アダルトDVD / BD
- 新人 元地方局アナウンサーAVデビュー（4月18日、PREMIUM）◎
- 巨乳女子アナ ビクビクッ!ぷるんっ! 初めてづくし4本番（5月16日、PREMIUM）◎
- 「もうイッてるってばぁ!」 スレンダー女子アナが半泣きアクメでビックん!追撃おもらしピストン（6月20日、PREMIUM）
- 女子アナウンサーキメセク膣イキ開発マッサージ 悪徳エステ取材で媚薬オイルを塗りこまれて子宮を堕とされたワタシ。（7月18日、PREMIUM）
- 犯された新任女教師 〜極悪OBと絶倫生徒たちの聖職者肉便器輪姦〜（8月15日、PREMIUM）
- 元地方局アナウンサー 生まれて初めての中出し解禁! いきなり9発注入 危険日直撃SP（9月19日、PREMIUM）
- 本番禁止のハズなのに…嬢からこっそり中出しおねだり! 発射無制限 逆バニー風俗 5本番（10月17日、PREMIUM）
- 元地方局アナ 電撃移籍第1弾!! 女子アナウンサーNTR 温泉ロケでディレクターと中出しに堕ちた妻―。（12月26日、マドンナ）◎

- 気づくといつも眠りに堕ちて… 人妻わいせつ中出し診察ルーム 電撃専属美女、「寝堕ち―。」 変態医師の《睡眠姦》ファイル01（1月23日、マドンナ）
- 元地方局アナウンサー 広瀬ゆり 初BEST 12時間 完全収録SPECIAL（2月20日、PREMIUM）※単体ベスト
- 学生時代のセクハラ教師とデリヘルで偶然の再会―。その日から言いなり性処理ペットにさせられて…。 広瀬ゆり（2月27日、マドンナ）
- 愛を認めさせたくて妻と絶倫の後輩を2人きりにして3時間… 抜かずの追撃中出し計16発で妻を奪われた僕のNTR話 広瀬ゆり（3月26日、マドンナ）
- 「絶対に、3cmだけですからね…」 性欲を持て余す絶倫義父に少しの間、挿入を許したらまさかの相性抜群…何度も絶頂を繰り返した私。 広瀬ゆり（4月23日、マドンナ）
- 時には勝手に痴女りたい…。 Madonna専属 究極美熟女『広瀬ゆり』お貸しします―。（5月28日、マドンナ）
- 甘い囁きに流されるまま、僕は大学を留年するまで、人妻との巣篭もりSEXに溺れて…。 広瀬ゆり（6月25日、マドンナ）
- 「義母さん、子供が欲しいんでしょ?」 淡白な夫の単身赴任中、私は性欲旺盛な連れ子の雄一君に種付け中出しされ続けました…。 広瀬ゆり（7月23日、マドンナ）
- 愛する夫の為に、身代わり週末肉便器。 超絶倫極悪オヤジに、孕むまで何度も中出しされ続けて…。 広瀬ゆり（8月27日、マドンナ）
- Madonna航空、専属イイオンナ豪華大共演―。 黒艶パンスト人妻CA物語 ～新人男子CAを大人の色気と美脚タイツで搾精指導～ 小野りんか 水戸かな 武藤あやか 広瀬ゆり（10月8日、マドンナ）◎
- 高層ホテルに呼ばれた人妻 権力に逆らえず最愛の妻を売って…。 広瀬ゆり（11月26日、マドンナ）
- 町内キャンプNTR テントの中で何度もまわされた妻の衝撃的浮気映像 広瀬ゆり（12月24日、マドンナ）

- 合鍵をもらった人妻が、男子学生が卒業するまで中出しされた一人暮らし部屋。 広瀬ゆり（1月28日、マドンナ）
- 今日も義父がヤリモクで勤務先まで迎えに来て…。 広瀬ゆり（2月25日、マドンナ）
- マドンナALL専属バスツアー2025 極上の美女を1人占めするのは僕だ!! 夢のハーレムを掴み取れ!! 総勢37名の大乱交SPECIAL!! 前編（2月25日、マドンナ）◎
- 私の自慢の嫁ちゃんを晒します。 《美顔専属》羞恥に濡れる初『晒し』!! 広瀬ゆり（3月25日、マドンナ）
- マドンナALL専属バスツアー2025 ハーレムを掴み取った男たちが極上の美女を独占!! 酒池肉林のお祭りはまだまだ続く!! 夢の大共演 & 大乱交FESTIVAL!! 後編（3月25日、マドンナ）◎
- 昔俺の事が好きだった地味な幼馴染が、色気漂う巨乳人妻に進化していたので、性欲が尽き果てるまで生ハメしまくった…。 広瀬ゆり（4月22日、マドンナ）
- 顔だけでヌける元地方局女子アナ　広瀬ゆり マドンナ専属初BEST 480分 ～知と美を併せ持つ超美顔専属のエロス全開11本番SPECIAL～（4月29日、マドンナ）※単体ベスト
- 営業中は彼らに犯され続けて…。 店を守るため身体を差し出した コンビニパート妻の店内性奉仕 広瀬ゆり（5月13日、マドンナ）[4]
- 兄貴に寝取られた美人家庭教師 ボクが先に好きだったのにBSS 広瀬ゆり（6月3日、アタッカーズ）
- あなた、許して…。 背徳のセックス指導 広瀬ゆり（7月1日、アタッカーズ）
- 愛人調教オフィス 広瀬ゆり（8月5日、アタッカーズ）

### アダルトVR
- 初VR 広瀬ゆり 超高画質8K 妻の友人と二人きりで日帰り旅行のハズがヤリ足りなくて… 延泊してハメ狂った中出し温泉不倫（3月14日、マドンナ）

### アダルト動画配信
- 配信限定 ハメ撮り MADOOOON!!!! マドンナ専属女優の『リアル』解禁。 広瀬ゆり（7月2日、マドンナ）

### イメージDVD / BD
- Yuri Temptation Rush（2025年5月15日、REbecca）◎

## 出演

### ウェブテレビ
- 鶴瓶&ナイナイのちょっとあぶないお正月2025（2025年1月1日、ABEMA）- パーソナルトレーナー美女役